# Abu-Ibrahim Àhmad ibn Muhàmmad ibn al-Àghlab
Abu-Ibrahim Àhmad ibn Muhàmmad ibn al-Àghlab —àrab: أبو إبراهيم أحمد بن محمد بن الأغلب, Abū Ibrāhīm Aḥmad ibn Muḥammad ibn al-Aḡlab— (835-863) fou emir aglàbida d'Ifríqiya (856-863). Va succeir el seu oncle Abu-l-Abbàs Muhàmmad (I) el 856.
Va tenir un regnat tranquil en el qual es van fer moltes obres públiques, i va morir el 28 de desembre del 863. El va succeir el seu germà Ziyàdat-Al·lah (II) ibn Muhàmmad.